# Вівсянка синя
Вівсянка синя (Porphyrospiza caerulescens) — вид горобцеподібних птахів родини саякових (Thraupidae). Мешкає в Бразилії і Болівії.

## Опис
Довжина птаха становить 12,5 см. У самців під час сезону розмноження забарвлення яскраве, кобальтово-синє, під час негніздового періоду воно бурувате, плямисте. Дзьоб тонкий, яскраво-жовтий, лапи тьмяно-червоні. У самиць забарвлення переважно коричневе, нижня частина тіла поцяткована темними смугами. Дзьоб жовтий, зверху чорний. Забарвлення молодих птахів подібне до забарвлення самиток.

## Поширення і екологія
Сині вівсянки мешкають в центральній і східній Бразилії (від півдня Мату-Гросу, південного сходу Пари, центрального Мараньяну і півдня Піауї до Гоясу, західної Баїї, Мінас-Жерайсу і півночі штату Ріу-Гранді-ду-Сул), а також у східній і південній Болівії (на сході Бені, південному сходу Санта-Крусу, імовірно, також в Чукісаці). Вони живуть в саванах серрадо та на луках. Зустрічаються на висоті від 500 до 1100 м над рівнем моря. Живляться комахами, якиз шукають на землі або ловлять в польоті. Гніздо чашоподібне, зроблене з сухої трави, розміщується в чагарниках, поблизу землі. В кладці 3 білих яйця, поцяткованих темними плямками, інкубаційний період триває 14 днів. За сезон може вилупитися 2 виводки.

## Збереження
МСОП класифікує стан збереження цього виду як близький до загрозливого. Синім вівсянкам загрожує знищення природного середовища.